# Нове Сарново
Нове Сарново (пол. Nowe Sarnowo) — село в Польщі, у гміні Дзежонжня Плонського повіту Мазовецького воєводства.
Населення — 229 осіб (2011).
У 1975-1998 роках село належало до Цехановського воєводства.

## Демографія
Демографічна структура станом на 31 березня 2011 року:
|          | Загалом | Допрацездатний вік | Працездатний вік | Постпрацездатний вік |
| -------- | ------- | ------------------ | ---------------- | -------------------- |
| Чоловіки | 118     | 22                 | 86               | 10                   |
| Жінки    | 111     | 21                 | 71               | 19                   |
| Разом    | 229     | 43                 | 157              | 29                   |